# Święty Jakub Młodszy (obraz El Greca z Bazylei)
Święty Jakub Młodszy – obraz hiszpańskiego malarza pochodzenia greckiego Dominikosa Theotokopulosa, znanego jako El Greco.
Portret Świętego Jakuba Mniejszego należał do cyklu zwanego Apostolados. El Greco kilkakrotnie podjął się namalowania cyklu dwunastu portretów świętych i portretu Zbawiciela. Do dziś zachowały się w komplecie jedynie dwa zespoły; jeden znajduje się w zakrystii katedry w Toledo, a drugi w Museo del Greco.
Wizerunek Jakuba Mniejszego jest identyczny do tego jaki można zobaczyć w portrecie Świętego Jakuba Większego z Katedry z Toledo. Jedyną różnicą jest to, iż w wersji z toledańskiego muzeum Jakub trzyma księgę pod większym katem niż w wersji bazylejskiej.
Atrybucja obrazu była podważana przez historyka Harolda Wetheya. Gudiol datuje obraz na lata pomiędzy 1603-1614, historycy z Muzeum Sztuki w Bazylei ten okres zawężają do lat 1600–1604.

## Inne wersje
- Święty Jakub Młodszy (1603-14), 36 × 26 cm, Vda de Arias Collection, Saragossa; niemal identyczny wizerunek Jakuba Młodszego, obraz będący jednym z cyklu Apostolados tzw. Artache.